# Pierre Lejeune de Bellecour
Pour les articles homonymes, voir Pierre Lejeune (homonymie), Lejeune et Bellecour.
Pierre Lejeune dit « de Bellecour » né le 29 juin 1742 à Guigneville (Loiret) et décédé le 20 juin 1812 à Pithiviers (Loiret), est un homme politique français des XVIIIe et XIXe siècles.

## Biographie
Fils d'André Lejeune (1708-1773), laboureur à Guigneville, « possesseur d'une très grosse fortune et l'un des maîtres du cours du safran en Beauce », Pierre Lejeune est, avant la Révolution française, praticien et procureur du Roi à l'élection de Pithiviers (1774-1790).
En 1781, Pierre Lejeune acquiert le château de Bellecour à Pithiviers (Loiret) qu'il agrandit grâce à l'acquisition de biens nationaux.
Il est élu, le 4 septembre 1791, député du Loiret à l'Assemblée législative, le 3e sur 9, par 132 voix (259 votants). Son rôle parlementaire n'a laissé aucune trace.
Il est par la suite élu maire de Pithiviers de 1795 à 1797 et de 1800 à 1812.